# Claudio Camarca
Claudio Camarca (Roma, 23 aprile 1960) è uno scrittore, giornalista, regista cinematografico e sceneggiatore italiano.

## Biografia
Si diploma nel 1984 presso il Centro di Drammaturgia Teatrale di Firenze. Esordisce come scrittore nel 1986 con il racconto Tregua, apparso nell'antologia Giovani blues curata da Pier Vittorio Tondelli per il progetto Under 25. Nel 1989 esce il suo primo romanzo, Sottoroma. Nel 1992 è sceneggiatore della serie TV Lucky Luke ed esordisce poi come regista cinematografico con Quattro bravi ragazzi (1993). Nel romanzo Ordine pubblico (1999) crea il personaggio dell'ispettore Faddi, ripreso poi ne Nel nome di Dio (2006).
Come autore televisivo collabora con Videomusic (On the Shelf, programma di cui è anche conduttore); è inoltre direttore responsabile della emittente televisiva pugliese Telerama, direttore dei programmi del canale televisivo YouDem (dove è anche autore e conduttore dei programmi Rumori di fondo, I cento passi e O) e autore per Sat 2000. Nel 2012 realizza una serie di inchieste televisive per il programma di LA7 Il Lecito. È inoltre inviato in Sierra Leone per Sky TG24. Per i canali di Sky realizza diversi documentari. È inoltre capo progetto per la casa di produzione Magnolia e autore di spot pubblicitari e filmati istituzionali.
Collabora con Paese Sera, Avvenire, Corriere della Sera, Famiglia Cristiana, Max e Metro.
Nel 2013 cura il Dizionario enciclopedico delle mafie in Italia.

## Filmografia

### Regista

#### Cinema
- Quattro bravi ragazzi (1993)
- Verranno, episodio del film Intolerance (1996)
- RDF - Rumori di fondo (1996)
- Maddalena, episodio del film All Human Rights for All (2008)
- L'amor cortese (2008)
- Le radici e le ali – documentario (2010)
- Un'incerta grazia – documentario (2016)

#### Televisione
- Nei Balcani - documentario (1998)
- Un infinito cerchio – documentario (2004)
- Fincantieri, una storia italiana, L'industria chimica in Italia, il mito, le scorie, la speranza, RADON - il nemico invisibile, episodi de Il Lecito - serie TV (2012)
- Reparti speciali - serie TV (2017-2018)
- Lo Squadrone - docu-serie (2018)
- 167 - Le vele sopra Napoli - documentario (2018)
- Basco rosso - docu-serie (2023)
- 112 - Le notti del Radiomobile - docu-serie (2024)
- Il presidio - docu-serie (2025)

#### Videoclip
- Quelli che ben pensano, di Frankie hi-nrg mc (1997)

### Sceneggiatore

#### Cinema
- Quattro bravi ragazzi, regia di Claudio Camarca (1993)
- Il ritmo del silenzio, regia di Andrea Marfori (1993)
- RDF - Rumori di fondo, regia di Claudio Camarca (1996)
- Maddalena, regia di Claudio Camarca, episodio del film All Human Rights for All (2008)
- L'amor cortese, regia di Claudio Camarca (2008)
- Le radici e le ali, regia di Claudio Camarca – documentario (2010)
- Un'incerta grazia, regia di Claudio Camarca – documentario (2016)

#### Televisione
- Lucky Luke - serie TV (1992)
- Nei Balcani, regia di Claudio Camarca - documentario (1998)
- Un infinito cerchio, regia di Claudio Camarca – documentario (2004)
- 167 - Le vele sopra Napoli, regia di Claudio Camarca - documentario (2018)
- Lo Squadrone, regia di Claudio Camarca - docu-serie (2018)
- Avamposti - Nucleo operativo, regia di Claudio Camarca - docu-serie (2022)

## Opere
- Claudio Camarca, Sottoroma, Associazione Fondo Pier Paolo Pasolini, 1989, ISBN 8811881641.
- Claudio Camarca, Cinquanta, l'amore, Mondadori, 1989.
- Claudio Camarca, Il sole è innocente, Garzanti, 1992, ISBN 8811671302.
- Claudio Camarca, I santi innocenti, Dalai editore, 1998, ISBN 9788880893974.
- Claudio Camarca, Ordine pubblico, Dalai editore, 1999, ISBN 9788880896722.
- Claudio Camarca, Il sorriso del mondo, Dalai editore, 2000, ISBN 9788880897217.
- Claudio Camarca, Maria Rita Parsi, S.O.S. Pedofilia. Parole per uccidere l'orco, Baldini & Castoldi, 2000, ISBN 8880899783.
- Claudio Camarca, Migranti - Verso una terra chiamata Italia, Rizzoli, 2003, ISBN 9788817872027.
- Claudio Camarca, Nel nome di Dio, Kowalski, 2006, ISBN 9788874966165.
- Claudio Camarca, Un uomo perbene, Aliberti, 2007, ISBN 9788874242726.
- Claudio Camarca, Giuseppe Bascietto, Pio La Torre - Una storia italiana, Aliberti, 2008, ISBN 9788874242528.
- Claudio Camarca (a cura di), Dizionario enciclopedico delle mafie in Italia, Catelvecchi RX, 2013, ISBN 9788876158643.